# L'Inoubliable 1919
Pour plus de détails, voir Fiche technique et Distribution.
L'Inoubliable 1919 (en russe : Незабываемый 1919 год, Nezabyvaemy 1919 god) est un film de propagande soviétique de Mikhaïl Tchiaoureli sorti en 1951, adapté de la pièce éponyme de Vsevolod Vichnevski (1949). En 1952, il remporte le Globe de cristal du Festival de Karlovy Vary. C'est la dernière épopée de Tchiaoureli glorifiant Staline, proclamée chef-d’œuvre à sa sortie, puis interdite de projection à l'époque de la déstalinisation. La musique en est composée par le célèbre Dmitri Chostakovitch.

## Synopsis
En mai 1919, alors que la guerre civile russe bat son plein, la direction de Petrograd est prise de panique devant l'offensive des armées blanches. Le camarade Staline sauve la jeune République des Soviets, apparaissant sur le front au moment le plus dramatique.

## Fiche technique
- Titre : L'Inoubliable 1919
- Titre original : Незабываемый 1919 год, Nezabyvaemy 1919
- Réalisation : Mikhaïl Tchiaoureli
- Scénario : Vsevolod Vichnevski, Mikhaïl Tchiaoureli, Alexandre Filimonov
- Photographie : Leonid Kosmatov (ru), Vladimir Nikolaïev
- Directeur artistique : Vladimir Kaplounovski (ru)
- Son : Boris Volski (ru)
- Compositeur : Dmitri Chostakovitch
- Musique : Orchestre symphonique d'État de l'URSS pour l'art cinématographique
- Chef d'orchestre : Alexandre Gaouk
- Costumier : Valentin Pereliotov (ru)
- Montage : Tatiana Likhatcheva
- Directeur de production : Viktor Tsirguiladzé
- Studio : Mosfilm
- Pays d'origine : URSS
- Format : noir et blanc - Mono - 35 mm
- Genre : film historique
- Durée : 149 minutes
- Date de sortie : 1951
- Langue : russe

## Distribution
- Boris Andreïev : Chibaïev
- Mikheil Gelovani : Joseph Staline
- Pavel Moltchanov (ru) : Vladimir Lénine
- Gavriïl Belov (ru) : Mikhaïl Kalinine
- Nikolai Komissarov (ru) : général Neklioudov
- Vladimir Kenigson : Paul Dukes
- Evgueni Samoïlov : Alexandre Neklioudov
- Andreï Popov : Nikolaï Neklioudov
- Mouza Krepkogorskaïa (ru) : Liza, femme de chambre
- Sergueï Loukianov (ru) : Alexander Rodzianko
- Pavel Massalski : colonel Vadbolski
- Boris Dmokhovski (ru) : Augustus Agar
- Ivan Soloviov (ru) : amiral Walter Cowan
- Viktor Stanitsyne : Winston Churchill
- Hnat Youra : Georges Clemenceau
- Viktor Koltsov (ru) : David Lloyd George
- Vladimir Ratomski (ru) : Potapov
- Gleb Romanov (ru) : commandant de blindé
- Mikhaïl Yanchine : colonel Boutkevitch
- Anastasia Georgievskaïa (ru) : Milotchka
- Marina Kovaleva (ru) : Katia Danilova
- Angelina Stepanova (ru) : Olga Boutkevitch
- Evgueni Morgounov : anarchiste
- Vsevolod Sanaev : Boris Savinkov